# Yacambú
Yacambú est l'une des trois paroisses civiles de la municipalité d'Andrés Eloy Blanco dans l'État de Lara au Venezuela. Sa capitale est La Escalera.

## Géographie

### Démographie
Hormis sa capitale La Escalera, la paroisse civile comporte plusieurs localités, dont :
- Angostura
  - Angostura Abajo
  - Angostura Arriba
- Cerro Blanco
- Cerro Grande
- Cuay
- El Cerrón
- El Degredo
- El Guaical
  - El Guaical Este
  - El Guaical Oeste
  - El Guaical Sur
- El Jobal
- El Progreso
- Guataure
- La Escalera
- Helechal
  - Helechal Norte
  - Helechal Sur
- Las Damas
- Nuezal
- Nuezalito
  - Nuezalito Este
  - Nuezalito Oeste
- Pluma
- Quebrada Honda
- Río Negro
- Tamboral